# サムエル・ブウール
サムエル・ブウール（Samuel Bouhours, 1987年6月26日 - ）は、フランス・ル・マン出身のサッカー選手。ポジションはサイドバック。

## 経歴
2007年にル・マンFCに入団し、2010年までリーグ・アンでプレーする。ル・マン時代には元日本代表MF松井大輔(現横浜FC)、コートジボワール代表FWジェルヴィーニョ(現パルマ・カルチョ1913)が同僚であった。リーグ・ドゥ降格後もル・マンで2011年までプレー。2011年夏にACアジャクシオに移籍しリーグ・アンに復帰。2013年トゥールFCに移籍。2シーズン振りにリーグ・ドゥでプレーした。2016年スタッド・ランスへ完全移籍。
2018年、スタッド・ラヴァルに移籍。

## 所属クラブ
- 2007-2011  ル・マンUC
- 2011-2013  ACアジャクシオ
- 2013-2016  トゥールFC
- 2016-2018  スタッド・ランス
- 2018-2019  スタッド・ラヴァル

## タイトル
スタッド・ドゥ・ランス
- リーグ2 : 2017-18